# Кондратьев, Иван Кузьмич
Иван  Кузьмич (настоящее отчество Казимирович) Кондра́тьев (9 [21] июня 1849, с. Коловичи Вилейского уезда — 19 мая [1 июня] 1904, Москва) — русский историк, москвовед, поэт, песенник, писатель, переводчик.

## Биография
Родился Кондратьев в совершенно бедной семье в Виленской губернии. Его сдали в военные кантонисты. Потом начальство перевело Кондратьева в фельдшерскую школу при Медико-хирургической академии в Петербурге, но вскоре он её бросил. Он поступил в основанный выдающимся артистом Санкт-Петербургского Императорского Александринского театра Павлом Васильевым Виленский театр актёром, а потом стал писать пьесы. Так вошла в русскую литературу ещё одна нелегкая судьба.
Жил и работал в Вильно, затем в Москве.
С 1870-х годов состоял секретарём московских периодических изданий, свои стихи, рассказы, романы помещал в «Ремесленной газете», «Русской газете», «Новостях дня», в журналах «Московское обозрение», «Спутник», «Россия» и многих других. Отдельными изданиями в Москве выходили пьесы-шутки, драмы из народной жизни, исторические повести и драмы, поэмы. В песенный фольклор вошли романс «Эти очи – темны ночи», «Очаровательные глазки» и другие его песни и романсы. Предполагается, что ему принадлежит исходный текст русской народной песни «По диким степям Забайкалья». На тексты Кондратьева музыку  писали Василий Андреевич Золотарёв и другие композиторы.
В 1872 году, будучи актёром труппы Народного театра А. Ф. Федотова, на устроенной в честь 200-летия со дня рождения Петра I Политехнической выставке в Москве получил за свою историческую драму «На Поволжье» Большую золотую медаль.
Кондратьев печатал романы («Салтычиха»), повести, драматические картины в стихах («Смерть Аттилы», «Пушкин у цыган», «Пир Стеньки Разина»), исторические  очерки  («Седая старина Москвы»), стихи, переводы.
В литературных энциклопедиях о Кондратьеве ничего не говорится. Правда, все это романы-однодневки на потребу Никольского рынка в Москве. Издатели Никольского рынка выпускали книги буквально за несколько дней, но платили авторам очень мало. Бывало, рукопись романа покупалась за пять рублей. Знаменитый издатель И. Д. Сытин в воспоминаниях «Жизнь для книги» писал: «Каторжный труд этих литературных нищих никак не оплачивается: это скорее подаяние, чем литературный гонорар».
Был дружен с А. К. Саврасовым, Н. В. Успенским, В. А. Гиляровским, А. П. Чеховым, начинающим  И.И. Левитаном, другими известными людьми того времени.
Иван Белоусов вспоминает:

С Иваном Кузьмичом Кондратьевым я был лично знаком. Он представлял собой тип тогдашней богемы… Мне несколько раз приходилось бывать у него на квартире, которая представляла настоящую мансарду: низенькая комната в чердачном помещении с очень скудной обстановкой — стол, кровать и несколько стульев — больше ничего. Особенность этого помещения заключалась в том, что все стены были в эскизах и набросках углём, сделанных художником-академиком живописи Алексеем Кондратьевичем Саврасовым… 

Иван Евдокимов пишет: Кондратьев жил «в конце Каланчёвской улицы, недалеко от вокзалов, в мансарде».     

Левитан почти ежедневно поднимался в мансарду Ивана Кузьмича Кондратьева. На хлипкой двери висел огромный замок, какими запирают хлебные амбары. Небольшая связка румяных баранок на мочале прикрывала замок, а на земле возле двери стояла нераскупоренная, красноголовая сотка водки. Кто-то явился сюда с выпивкой и закуской, не застал хозяина и оставил свои пожитки. Может быть, это был сам Алексей Кондратьевич. Левитан снова и снова осторожно ступал по темной лестнице к мансарде. Баранки сохли и чернели от пыли — никто не трогал, никого не было.

В конце второй недели замок сняли. Иван Кузьмич не удивился появлению Левитана и понял, кого тот искал.

— А Пуссен, плюс Шишкин, плюс Саврасов, — пошутил Кондратьев. — Маэстро разыскиваете? Тю-тю, не найти. Гуляки праздные, мы попили довольно - пятнадцать дней зарю встречали шумно… — Иван Кузьмич забыл стихи и выругался. — А, чёрт, какая стала скверная память! Впрочем, она мне и не нужна… Я могу читать по тетради…

Поэт Никольского рынка ещё не совсем вытрезвился, находился в игривом настроении и рад был случаю побалагурить с неожиданным гостем.

Весной 1904 года Кондратьев был жестоко избит в пьяной драке и через несколько дней скончался на больничной койке.
Похоронен в Москве на Лазаревском кладбище, при его ликвидации перезахоронен на Ваганьковском кладбище (21 уч.).

## Увековечивание памяти, изучение наследия
- В июне 2012 года на родине Ивана Кондратьева в деревне Коловичи Вилейского района Минской области был организован праздник, посвящённый земляку[11].
- 25 мая 2013 в Вилейке проведены Первые кондратьевские чтения, организованные Министерством культуры Республики Беларусь, Белорусским государственным университетом культуры и Вилейским районным исполнительным комитетом[12][13].
- 1 июля 2015 на родине в белорусской деревне Коловичи открыта мемориальная плита Кондратьеву. Автор — Анатолий Каптюг[14].

## Труды и произведения
- Кондратьев И. К. Волостной писарь, или где хвост начало, там голова мочало. Архивная копия от 19 января 2017 на Wayback Machine Русский водевиль в одном действии. — Вильна, 1869.
- Кондратьев И. К. Воевода Волчий хвост. — М., 1878, 1885
- Кондратьев И. К. Гунны. — М., 1878
- Кондратьев И. К. Думы и были. — Москва, 1884.
- Кондратьев И. К. Великий разгром. — М., 1887
- Кондратьев И. К. Салтычиха. — М., 1890
- Кондратьев И. К. Седая старина Москвы. — М., 1893.
- Кондратьев И. К. Бесовы огни. — М., 1894
- Кондратьев И. К. Бич божий. — М., 1896
- Кондратьев И. К. Раскольничьи гнезда. — М., 1896, 1898, 1901, 1903
- Кондратьев И. К. Церковная крамольница. — М., 1887, 1897
- Кондратьев И. К. Трифон-сокольник историческая быль16 века. — Москва, 1898.
- Кондратьев И. К. Под  шум  дубрав.  Песни.  Думы.  Былины.  Народные  сказания. — Москва,  1898.
- Кондратьев И. К. Лютая година. — М., 1899
- Кондратьев И. К. Драма на Лубянке. — М., 1902
- Кондратьев И. К. Казнь Верещагина. — М., 1911
- Кондратьев И. К. Бич Божий: Исторический роман. Божье знаменье (1 часть): Повесть. — М.: Панорама, 1994.
- Кондратьев И. К. Бич Божий: Исторический роман. Божье знаменье (2 часть): Повесть. — М.: Панорама, 1994.

### Переиздания
- Кондратьев И. К. Драма на Лубянке. Божье знаменье (3 часть). — М.: Профиздат; Товарищество "Возрождение", 1992. - (Историческая библиотека альманаха "Русская старина").
- Кондратьев И. К. Седая старина Москвы: Исторический обзор и полный указатель её достопамятностей. — М.: Воениздат, 1996. — 528 с. — (Редкая книга). — 25 000 экз. — ISBN 5-203-01664-X.
- Кондратьев И. К. Седая старина Москвы. Исторический обзор и полный указатель её достопамятностей. — М.: ООО Фирма СТД, 2006. — 640 с. — ISBN 978-5-89808-057-0.
- Кондратьев И. К. Седая старина Москвы. — М.: Вече, 2006. — 704 с. — (Московский хронограф). — 5000 экз. — ISBN 5-7657-0271-6, ISBN 5-9533-1285-7.
- Кондратьев И. К. Седая старина Москвы. — М.: АСТ, Хранитель, 2008. — 764 с. — ISBN 978-5-1703-7381-9.